# Френска литература
Френската литература е литература, писана на френски език, особено от граждани на Франция. Може да се отнася и за литература, писана от французи, които говорят традиционни местни езици, различни от френския. Литературата на френски език, писана в други страни като Белгия, Швейцария, Канада, Сенегал, Алжир, Мароко и т.н. се нарича франкофонска литература. Франция заема първо място в света по брой носители на Нобелова награда за литература.
В продължение на векове френската литература е предмет на национална гордост за французите. Тя оказва огромно влияние върху литературата на Европа като цяло.
Един от първите познати примери на френска литература е Песента за Роланд – първата голяма творба от поредица поеми, наречени колективно „шансон дьо жест“ (на френски: chansons de geste).
Френският език е романски език, с корени в латинския и силно повлиян от келтския и франкския. С поява през 11 век, литературата, писана на средновековен френски език, е една от най-старите народни (нелатински) литератури в Западна Европа, поради което впоследствие се превръща в ключов източник на литературни теми през Средновековието на континента.
Макар бележитостта на френската литература да е засенчена отчасти от италианската литература през 14 век, френската литература през 16 век претърпява голямо творческо преобразяване и чрез политическите и художествените програми на Стария ред литературата на Франция започва да доминира в европейската книжнина през 17 век.
През 18 век френският език става книжовната лингва франка и езикът на дипломацията в Западна Европа (и в известна степен в Америка), а френската книжнина оказва дълбоко влияние върху европейските и американските литературни традиции. Колониите на Франция спомагат за разпространението на френската литература в Африка и на други места.
Под аристократичните идеали на Стария режим, националистическия дух на следреволюционна Франция и масовите образователни идеали на Третата република и съвременна Франция, французите развиват дълбока културна привързаност към литературното си наследство. В днешно време, френските училища наблягат върху изучаването на романи, театър и поезия (често чрез запомняне наизуст). Литературните изкуства са добре спонсорирани от държавата, а литературните награди получават голямо медийно отразяване. Френската академия и Френският институт са важни езикови и художествени институции във Франция, а френската телевизия често излъчва предавания относно писатели и поети. Литературата има голямо значение за френския народ и играе важна роля в чувството им за идентичност.
Към 2006 г. повече французи са били награждавани с Нобелова награда за литература, отколкото коя да е друга народност. През 1964 г. Жан-Пол Сартр отказва да приеме Нобеловата си награда, заявявайки, че не трябва да позволи да бъде трансформиран в институция, дори тя да е в най-уважаем вид.

## Френски лауреати на Нобелова награда за литература
Следните французи или френскоезични автори са спечелили Нобелова награда за литература:
- 1901 – Сюли Прюдом (първа Нобелова награда за литература)
- 1904 – Фредерик Мистрал (пише на окситански)
- 1911 – Морис Метерлинк (белгиец)
- 1915 – Ромен Ролан
- 1921 – Анатол Франс
- 1927 – Анри Бергсон
- 1937 – Роже Мартен дю Гар
- 1947 – Андре Жид
- 1952 – Франсоа Мориак
- 1957 – Албер Камю
- 1960 – Сен-Жон Перс
- 1964 – Жан-Пол Сартр (отказал наградата)
- 1969 – Самюъл Бекет (ирландец, пише на английски и френски)
- 1985 – Клод Симон
- 2000 – Гао Синдзиен (китаец с френско гражданство)
- 2008 – Жан-Мари Гюстав Льо Клезио
- 2014 – Патрик Модиано